# Prix Princesse des Asturies
Le prix Princesse des Asturies (prix Prince des Asturies jusqu'en 2014) est le plus prestigieux prix littéraire espagnol, délivré par la fondation Princesse des Asturies et récompensant des travaux d'envergure internationale dans huit catégories : arts, sports, sciences sociales, communication et humanités, concorde, coopération internationale, recherche scientifique et technique et lettres.

## Historique

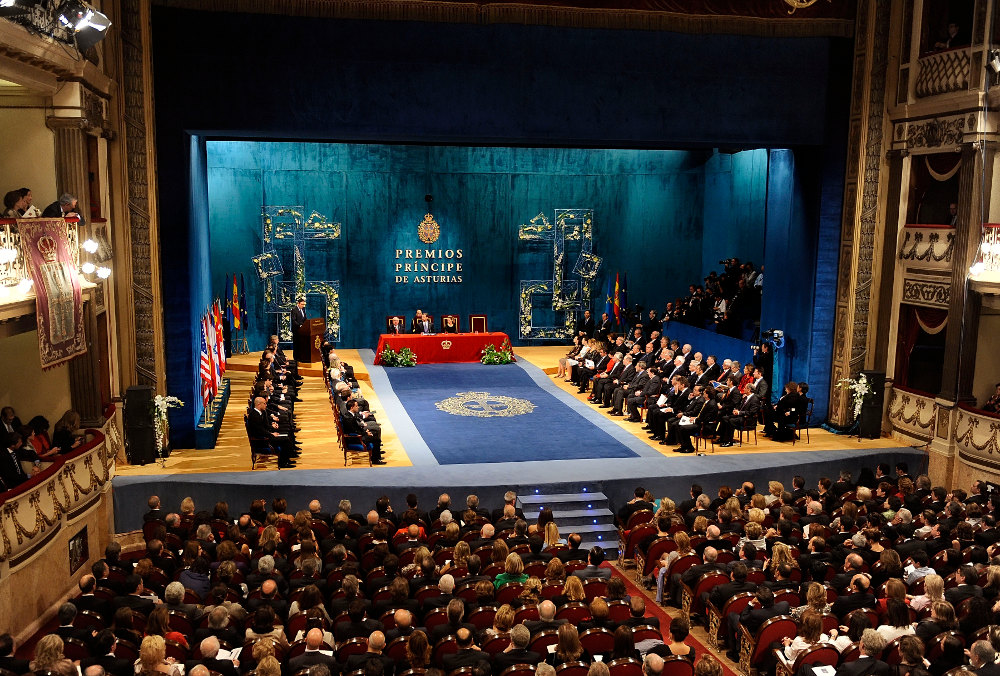
Cérémonie de remise des prix Prince des Asturies (2010) au théâtre Campoamor.

Le prix Prince des Asturies est délivré depuis 1981 lors d'une cérémonie officielle qui se déroule dans le théâtre Campoamor d'Oviedo, capitale des Asturies.
En 2014, et après la proclamation du roi Felipe VI, la princesse Leonor prend sa suite comme princesse des Asturies. Il est donc décidé de changer le nom de la fondation Prince des Asturies et du prix en les féminisant respectivement en fondation Princesse des Asturies et prix Princesse des Asturies (Fundación Princesa de Asturias et Premios Princesa de Asturias).

## Liste des lauréats
Chacun des lauréats des prix Princesse des Asturies reçoit une sculpture de Joan Miró symbolisant les prix, la somme de 50 000 euros (partageable s'il y a plusieurs récipiendaires), un diplôme et un insigne.

### Arts
- 1981 :  Jesús López Cobos
- 1982 :  Pablo Serrano
- 1983 :  Eusebio Sempere
- 1984 :  Orfeón Donostiarra (es)
- 1985 :  Antonio López García
- 1986 :  Luis García Berlanga
- 1987 :  Eduardo Chillida
- 1988 :  Jorge Oteiza
- 1989 :  Oscar Niemeyer
- 1990 :  Antoni Tàpies

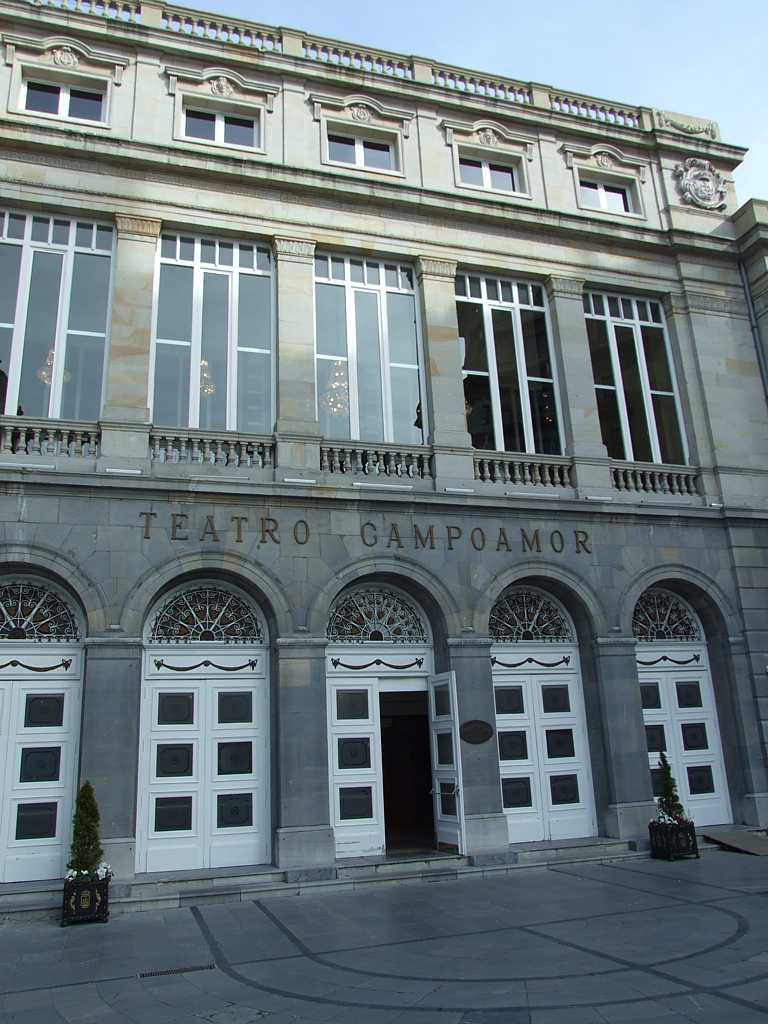
Le prix Princesse des Asturies est délivré chaque année dans le théâtre Campoamor d'Oviedo.

- 1991 :  Alfredo Kraus, José Carreras, Teresa Berganza, Pilar Lorengar, Plácido Domingo, Montserrat Caballé et Victoria de los Ángeles
- 1992 :  Roberto Matta
- 1993 :  Francisco Javier Sáenz de Oiza
- 1994 :  Alicia de Larrocha
- 1995 :  Fernando Fernán-Gómez
- 1996 :  Joaquín Rodrigo
- 1997 :  Vittorio Gassmann
- 1998 :  Sebastião Salgado
- 1999 :  Santiago Calatrava
- 2000 : / Barbara Hendricks
- 2001 :  Krzysztof Penderecki
- 2002 :  Woody Allen
- 2003 :  Miquel Barceló
- 2004 :  Paco de Lucía
- 2005 :  Maya Plisetskaya et  Tamara Rojo
- 2006 :  Pedro Almodóvar
- 2007 :  Bob Dylan
- 2008 :  El Sistema
- 2009 :  Norman Foster
- 2010 :  Richard Serra
- 2011 :  Riccardo Muti
- 2012 :  Rafael Moneo
- 2013 :  Michael Haneke
- 2014 :  Frank Gehry
- 2015 :  Francis Ford Coppola
- 2016 :  Núria Espert
- 2017 :  William Kentridge
- 2018 :  Martin Scorsese
- 2019 :  Peter Brook
- 2020 :  Ennio Morricone et  John Williams
- 2021 :  Marina Abramović
- 2022 :  Carmen Linares et  María Pagés
- 2023 :  Meryl Streep
- 2024 :  Joan Manuel Serrat
- 2025 :  Graciela Iturbide

### Communications et Humanités
- 1981 :  María Zambrano
- 1982 :  Mario Bunge
- 1983 :  El País
- 1984 :  Claudio Sánchez-Albornoz
- 1985 :  José Ferrater Mora (es)
- 1986 :  O Globo
- 1987 :  El Espectador et El Tiempo
- 1988 :  Horacio Sáenz Guerrero (es)
- 1989 :  Fondo de Cultura Económica et  Pedro Laín Entralgo (es)
- 1990 :  Université José Simeón Cañas (es)
- 1991 :  Luis María Anson (es)
- 1992 :  Emilio García Gómez
- 1993 :  Vuelta (revue d'Octavio Paz)
- 1994 :  Missions espagnoles au Rwanda et au Burundi
- 1995 :  José Luis López Aranguren (es) et Agence EFE
- 1996 :  Indro Montanelli et  Julián Marías
- 1997 :  CNN et  Václav Havel
- 1998 :  Reinhard Mohn
- 1999 :  Institut Caro et Cuervo
- 2000 :  Umberto Eco
- 2001 : // George Steiner
- 2002 :  Hans Magnus Enzensberger
- 2003 :  Ryszard Kapuściński et  Gustavo Gutiérrez Merino
- 2004 :  Jean Daniel
- 2005 :  Alliance française,  Società Dante Alighieri,  British Council,  Institut Goethe,  Institut Cervantes et  Institut Camões
- 2006 :  National Geographic Society
- 2007 :  Nature et  Science
- 2008 :  Google
- 2009 :  Université autonome de Mexico
- 2010 :  Alain Touraine et  Zygmunt Bauman
- 2011 :  Royal Society
- 2012 :  Shigeru Miyamoto
- 2013 :  Annie Leibovitz
- 2014 :  Quino
- 2015 :  Emilio Lledó
- 2016 :  James Nachtwey
- 2017 :  Les Luthiers
- 2018 :  Alma Guillermoprieto
- 2019 :  Musée du Prado
- 2020 :  Salon international du livre de Guadalajara et  Festival Hay de littérature et des arts
- 2021:  Gloria Steinem
- 2022:  Adam Michnik
- 2023 :  Nuccio Ordine
- 2024 : / Marjane Satrapi
- 2025 :  Byung-Chul Han

### Coopération internationale
- 1981 :  José López Portillo
- 1982 :  Enrique V. Iglesias
- 1983 :  Belisario Betancur
- 1984 : /// Contadora Group
- 1985 :  Raúl Alfonsín
- 1986 :  Université de Salamanque et  Université de Coïmbre
- 1987 :  Javier Pérez de Cuéllar
- 1988 :  Óscar Arias
- 1989 :  Jacques Delors et  Mikhaïl Gorbatchev
- 1990 :  Hans-Dietrich Genscher
- 1991 :  UNHCR
- 1992 :  Nelson Mandela et Frederik Willem de Klerk
- 1993 :  Les soldats des Nations unies basés en ex-Yougoslavie
- 1994 :  Yasser Arafat et  Yitzhak Rabin
- 1995 :  Mario Soares
- 1996 :  Helmut Kohl
- 1997 :  Gouvernement du Guatemala et l'Unité révolutionnaire nationale guatémaltèque
- 1998 :  Fatiha Boudiaf,  Olayinka Koso-Thomas (en),  Graça Machel,  Rigoberta Menchú,  Fatana Ishaq Gailani (es),  Emma Bonino et  Somaly Mam
- 1999 :  Pedro Duque,  John Glenn,  Chiaki Mukai et  Valeri Polyakov
- 2000 :  Fernando Henrique Cardoso
- 2001 : //// Station spatiale internationale
- 2002 : Comité scientifique pour la recherche antarctique
- 2003 :  Luiz Inácio Lula da Silva
- 2004 :  Erasmus
- 2005 :  Simone Veil
- 2006 :  Fondation Bill-et-Melinda-Gates
- 2007 :  Al Gore
- 2008 :  The Ifakara Health Research and Development Centre (IHRDC) de Tanzanie,  The Malaria Research and Training Centre (MRTC) du Mali,  The Kintampo Health Research Centre (KHRC) du Ghana, et  The Manhiça Health Research Centre du Mozambique
- 2009 :  Organisation mondiale de la santé[2]
- 2010 :  The Transplantation Society et  Organización Nacional de Trasplantes (es).
- 2011 :  Bill Drayton
- 2012 :  Mouvement international de la Croix-Rouge et du Croissant-Rouge
- 2013 :  Société Max-Planck
- 2014 :  Programme Fulbright
- 2015 :  Wikipédia
- 2016 :  Convention-cadre des Nations unies sur les changements climatiques
- 2017 :  The Hispanic Society of America
- 2018 :  Amref Health Africa
- 2019 :  Salman Khan et la Khan Academy
- 2020 : GAVI Alliance
- 2021 : Camfed
- 2022 :  Ellen MacArthur
- 2023 :  Initiative Médicaments pour les maladies négligées
- 2024 :  Organisation des États ibéro-américains pour l'éducation, la science et la culture (OEI)
- 2025 :  Mario Draghi

### Littérature
- 1981 :  José Hierro
- 1982 :  Miguel Delibes et Gonzalo Torrente Ballester
- 1983 :  Juan Rulfo
- 1984 :  Pablo García Baena
- 1985 :  Ángel González
- 1986 : / Mario Vargas Llosa et  Rafael Lapesa
- 1987 :  Camilo José Cela
- 1988 :  José Angel Valente et Carmen Martín Gaite
- 1989 :  Ricardo Gullón (es)
- 1990 :  Arturo Uslar Pietri
- 1991 :  Le peuple de Porto Rico
- 1992 :  Francisco Nieva (es)
- 1993 :  Claudio Rodríguez (es)
- 1994 :  Carlos Fuentes
- 1995 :  Carlos Bousoño
- 1996 :  Francisco Umbral
- 1997 :  Alvaro Mutis
- 1998 :  Francisco Ayala
- 1999 :  Günter Grass
- 2000 :  Augusto Monterroso
- 2001 :  Doris Lessing
- 2002 :  Arthur Miller
- 2003 :  Fatima Mernissi et  Susan Sontag
- 2004 :  Claudio Magris
- 2005 :  Nélida Piñon
- 2006 :  Paul Auster
- 2007 :  Amos Oz
- 2008 :  Margaret Atwood
- 2009 :  Ismaïl Kadaré
- 2010 : / Amin Maalouf
- 2011 :  Leonard Cohen
- 2012 :  Philip Roth
- 2013 :  Antonio Muñoz Molina
- 2014 :  John Banville
- 2015 :  Leonardo Padura
- 2016 :  Richard Ford
- 2017 :  Adam Zagajewski[3]
- 2018 :  Fred Vargas
- 2019 :  Siri Hustvedt
- 2020 :  Anne Carson
- 2021 :  Emmanuel Carrère[4]
- 2022 :  Juan Mayorga[5],[6]
- 2023 :  Haruki Murakami[7]
- 2024 :  Ana Blandiana
- 2025 :  Eduardo Mendoza

### Sciences sociales
- 1981 :  Román Perpiñá Grau (es)
- 1982 :  Antonio Domínguez Ortiz (es)
- 1983 :  Julio Caro Baroja
- 1984 :  Eduardo García de Enterría (es)
- 1985 :  Ramón Carande (es)
- 1986 :  José Luis Pinillos (es)
- 1987 :  Juan José Linz
- 1988 :  Luis Díez del Corral (es) et Luis Sánchez Agesta (es)
- 1989 :  Enrique Fuentes Quintana
- 1990 :  Rodrigo Uría González (es)
- 1991 :  Miguel Artola Gallego
- 1992 :  Juan Velarde Fuertes (es)
- 1993 :  Silvio Zavala (es)
- 1994 :  Aurelio Menéndez
- 1995 :  Joaquim Veríssimo Serrão (en) et  Miquel Batllori (es)
- 1996 :  John Huxtable Elliott
- 1997 :  Martí de Riquer
- 1998 :  Jacques Santer et Pierre Werner
- 1999 :  Raymond Carr
- 2000 :  Carlo Maria Martini
- 2001 :  El Colegio de México et  Juan Iglesias Santos (es)
- 2002 :  Anthony Giddens
- 2003 :  Jürgen Habermas
- 2004 :  Paul Krugman
- 2005 :  Giovanni Sartori
- 2006 :  Mary Robinson
- 2007 :  Ralf Dahrendorf
- 2008 :  Tzvetan Todorov
- 2009 :  David Attenborough
- 2010 :  L'équipe de recherche archéologique des guerriers du Xi'an (mausolée de l'empereur Qin)
- 2011 :  Howard Gardner
- 2012 :  Martha Nussbaum
- 2013 :  Saskia Sassen
- 2014 :  Joseph Pérez
- 2015 :  Esther Duflo
- 2016 :  Mary Beard
- 2017 :  Karen Armstrong
- 2018 :  Michael Sandel
- 2019 :   Alejandro Portes
- 2020 :   Dani Rodrik
- 2021 :  Amartya Sen
- 2022 :  Eduardo Matos Moctezuma
- 2023 :  Hélène Carrère d'Encausse
- 2024 :  Michael Ignatieff
- 2025 :  Douglas Massey

### Sports
- 1987 :  Sebastian Coe
- 1988 :  Juan Antonio Samaranch
- 1989 :  Severiano Ballesteros
- 1990 :  Alfonso Pons
- 1991 : / Sergueï Bubka
- 1992 :  Miguel Indurain
- 1993 :  Javier Sotomayor
- 1994 :  Martina Navrátilová
- 1995 :  Hassiba Boulmerka
- 1996 :  Carl Lewis
- 1997 :  L'équipe d'Espagne de marathon
- 1998 :  Arantxa Sánchez Vicario
- 1999 :  Steffi Graf
- 2000 :  Lance Armstrong
- 2001 :  Manuel Estiarte
- 2002 :  Équipe du Brésil de football
- 2003 :  Tour de France
- 2004 :  Hicham El Guerrouj
- 2005 :  Fernando Alonso
- 2006 :  Équipe d'Espagne de basket-ball
- 2007 :  Michael Schumacher
- 2008 :  Rafael Nadal
- 2009 :  Yelena Isinbayeva
- 2010 :  Équipe d'Espagne de football
- 2011 :  Haile Gebreselassie
- 2012 :  Xavi Hernández et Iker Casillas
- 2013 :  José María Olazábal
- 2014 :  Marathon de New York
- 2015 :  Marc Gasol et Pau Gasol
- 2016 :  Javier Gómez Noya
- 2017 :  Équipe de Nouvelle-Zélande de rugby à XV
- 2018 :  Reinhold Messner et  Krzysztof Wielicki
- 2019 :  Lindsey Vonn
- 2020 :  Carlos Sainz
- 2021 :  Teresa Perales
- 2022 : Athlètes olympiques réfugiés aux Jeux olympiques
- 2023 :  Eliud Kipchoge
- 2024 :  Carolina Marín
- 2025 :  Serena Williams

### Recherche scientifique et technique
- 1981 :  Alberto Sols (es)
- 1982 :  Manuel Ballester Boix
- 1983 :  Luis Santaló (es)
- 1984 :  Antonio García-Bellido (es)
- 1985 :  Emilio Rosenblueth (es) et  David Vázquez Martínez (es)
- 1986 :  Antonio González González (es)
- 1987 :  Pablo Rudomín (es) et  Jacinto Convit
- 1988 :  Manuel Cardona et  Marcos Moshinsky (es)
- 1989 :  Guido Münch (es)
- 1990 :  Salvador Moncada et  Santiago Grisolía (es)
- 1991 :  Francisco Gonzalo Bolívar Zapata (es)
- 1992 :  Federico García Moliner (es)
- 1993 :  Amable Liñán
- 1994 :  Manuel Patarroyo
- 1995 :  Manuel Losada Villasante (es) et  Institut national de la biodiversité du Costa Rica
- 1996 :  Valentín Fuster Carulla (es)
- 1997 :  L'équipe de recherche d'Atapuerca
- 1998 :  Emilio Méndez Pérez (es) et  Pedro Miguel Echenique (es)
- 1999 :  Ricardo Miledi et  Enrique Moreno González (es)
- 2000 :  Luc Montagnier et  Robert Gallo
- 2001 :  Craig Venter,  John Sulston,  Hamilton Smith,  Francis Collins et  Jean Weissenbach
- 2002 :  Robert E. Kahn,  Vinton Cerf,  Tim Berners-Lee et  Lawrence Roberts
- 2003 :  Jane Goodall
- 2004 :  Judah Folkman,  Anthony R. Hunter,  Joan Massagué (es),  Bert Vogelstein et  Robert Weinberg
- 2005 :  António Damásio et  Hanna Damasio
- 2006 :  Juan Ignacio Cirac Sasturain
- 2007 :  Ginés Morata (es) et  Peter Anthony Lawrence
- 2008 :  Sumio Iijima,  George M. Whitesides,  Tobin J. Marks,  Shuji Nakamura, et  Robert S. Langer
- 2009 :  Martin Cooper et  Ray Tomlinson
- 2010 :  David Julius,  Linda R. Watkins (es) et  Baruch Minke (es)
- 2011 :  Joseph Altman,  Arturo Álvarez-Buylla (es) et  Giacomo Rizzolatti
- 2012 :  Greg Winter et  Richard Lerner
- 2013 :  Peter Higgs,  François Englert et  le CERN
- 2014 :  Avelino Corma (es),  Mark E. Davis (en) et  Galen Stucky
- 2015 :  Emmanuelle Charpentier et  Jennifer Doudna
- 2016 :  Hugh Herr
- 2017 :  Rainer Weiss, Kip Thorne, Barry Barish et LIGO Scientific Collaboration
- 2018 :  Svante Pääbo
- 2019 :  Joanne Chory et  Sandra Díaz
- 2020 :  Yves Meyer,  Ingrid Daubechies,  Terence Tao et  Emmanuel Candès
- 2021 :  Katalin Karikó,  Drew Weissman,  Philip Felgner,   Uğur Şahin,   Özlem Türeci,  Derrick Rossi et  Sarah Gilbert
- 2022 :  Geoffrey Hinton,  Yann Le Cun,  Yoshua Bengio et  Demis Hassabis
- 2023 :  Jeffrey Gordon, Peter Greenberg et Bonnie Bassler
- 2024 :  Daniel J. Drucker,  Jeffrey M. Friedman,  Joel F. Haber,  Jens Juul Holst et  Svetlana Mojsov
- 2025 :  Mary-Claire King

### Concorde
- 1986 :  Vicaría de la Solidaridad
- 1987 :  Villa El Salvador
- 1988 : Union internationale pour la conservation de la nature et World Wide Fund for Nature
- 1989 :  Stephen Hawking
- 1990 : communautés séfarades
- 1991 : Medicus Mundi International (en) et  Médecins sans frontières
- 1992 :  American Foundation for AIDS Research (AmfAR)
- 1993 :  Coordination Gesto por la Paz de Euskal Herria (es)
- 1994 : Save the Children,  Movimiento Nacional de Meninos e Meninas de Rua (es) et  Mensajeros de la Paz (es)
- 1995 :  Hussein I roi de Jordanie
- 1996 :  Adolfo Suárez
- 1997 :  Yehudi Menuhin et  Mstislav Rostropovich
- 1998 :  Nicolás Castellanos,  Vicente Ferrer,  Joaquín Sanz Gadea (es) et  Muhammad Yunus
- 1999 :  Cáritas Española (es)
- 2000 :  Académie royale espagnole
- 2001 :  Réserve de biosphère
- 2002 :  Daniel Barenboim et  Edward Said
- 2003 :  J. K. Rowling
- 2004 :  Pèlerinage de Saint-Jacques-de-Compostelle
- 2005 :  Sœurs de Saint Vincent de Paul
- 2006 :  UNICEF
- 2007 :  Yad Vashem
- 2008 :   Íngrid Betancourt
- 2009 :  La ville de Berlin pour le 20e anniversaire de la chute du mur
- 2010 :  L'ONG Manos Unidas (es)
- 2011 :  Les héros de Fukushima
- 2012 :  Fédération espagnole des Banques alimentaires
- 2013 :  ONCE
- 2014 :  Caddy Adzuba
- 2015 :  Ordre hospitalier de Saint Jean de Dieu
- 2016 :  SOS Villages d'enfants
- 2017 :  Union européenne[8].
- 2018 :  Sylvia Earle
- 2019 :  La ville de Gdańsk
- 2020 :  Travailleurs sanitaires en première ligne contre la Covid-19
- 2021 :  José Andrés et World Central Kitchen
- 2022 :  Shigeru Ban
- 2023 :  Mary's Meals
- 2024 :  Magnum Photos
- 2025 :  Musée national d'Anthropologie de Mexico